# آدرین نییونشوتی
آدرین نییونشوتی (انگلیسی: Adrien Niyonshuti؛ زادهٔ ۲ ژانویهٔ ۱۹۸۷) دوچرخه‌سوار اهل رواندا است.
از باشگاه‌هایی که در آن بازی کرده‌است می‌توان به تیم دایمنشن دیتا اشاره کرد.